# Darevskia steineri
Darevskia steineri là một loài thằn lằn trong họ Lacertidae. Loài này được Eiselt miêu tả khoa học đầu tiên năm 1995.

## Hình ảnh

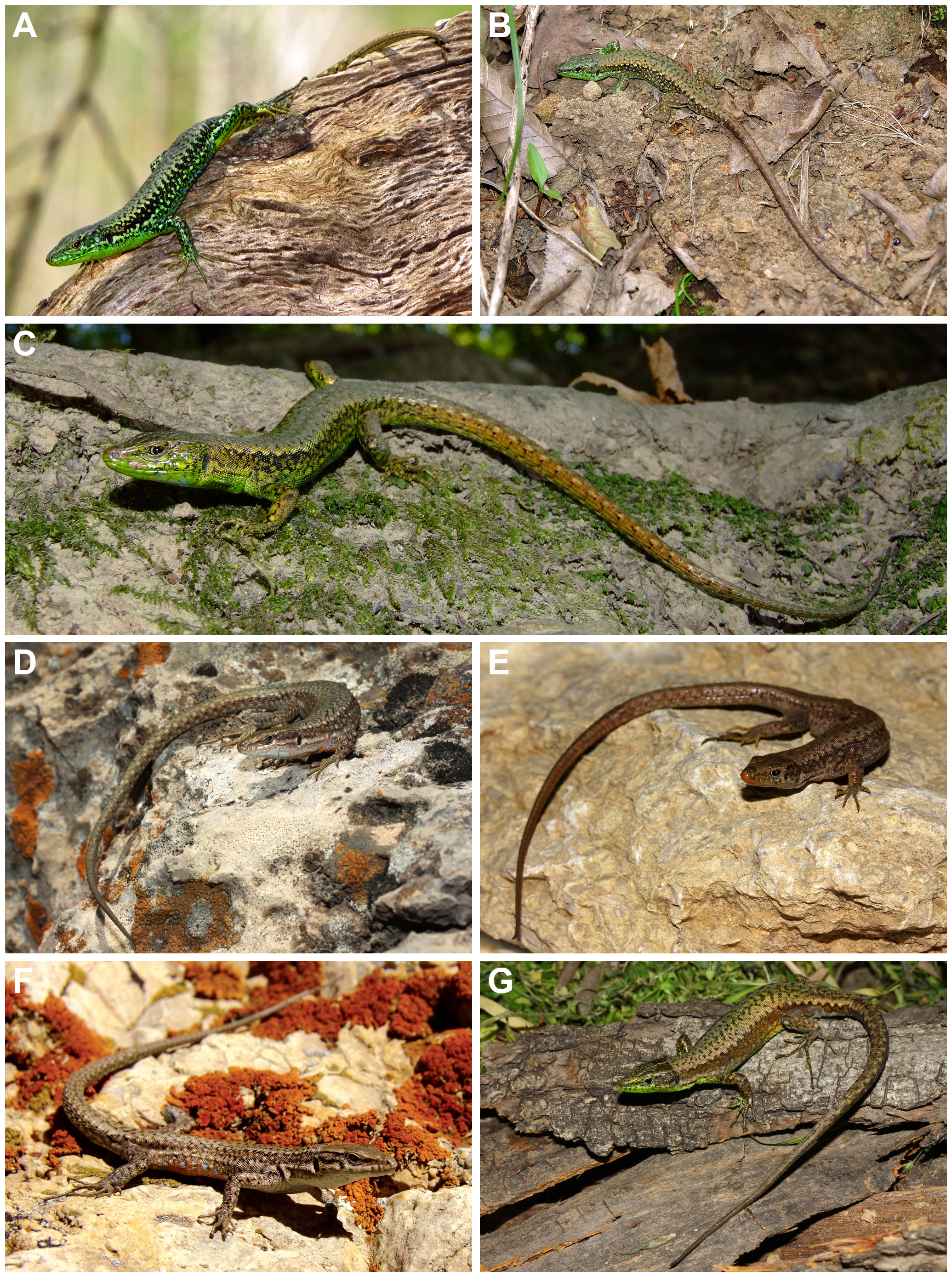